# La esclava griega
La esclava griega es una escultura de mármol del escultor estadounidense Hiram Powers. Fue una de las obras de arte estadounidenses más conocidas y aclamadas por la crítica del siglo XIX, y se encuentra entre las esculturas estadounidenses más populares de la historia. Fue la primera escultura estadounidense de tamaño natural expuesta públicamente que representa una figura femenina completamente desnuda. Powers modeló originalmente la obra en arcilla, en Florencia, Italia y la completó el 12 de marzo de 1843. La primera versión en mármol (versión principal) de la escultura fue completada por el estudio de Powers en 1844 y ahora se encuentra en el Castillo de Raby en Reino Unido.
Cinco versiones más de tamaño completo de la estatua en mármol se reprodujeron mecánicamente para clientes privados, basadas en el modelo original de Powers, junto con numerosas versiones a menor escala. Se exhibieron copias de la estatua en varios lugares de Reino Unido y Estados Unidos; rápidamente se convirtió en una de las obras más famosas de Powers y tuvo un significado simbólico para algunos abolicionistas estadounidenses, lo que inspiró un torrente de prosa y poesía. Se dice que la posición de la figura se inspiró en la Venus de Médici de la Galería Uffizi en Florencia.

## Descripción
La estatua representa a una mujer joven, desnuda, encadenada; en una mano sostiene una pequeña cruz en una cadena. El propio Powers describió el tema de la obra así:
La esclava fue tomada de una de las islas griegas por los turcos, en tiempos de la revolución griega, cuya historia es familiar para todos. Su padre y su madre, y quizás todos sus parientes, han sido destruidos por sus enemigos, y ella es la única conservada como un tesoro demasiado valioso para tirarlo. Ahora se encuentra entre extraños bárbaros, bajo la presión de un recuerdo completo de los desastrosos acontecimientos que la han llevado a su estado actual; y está expuesta a la mirada de las personas a las que aborrece, y espera su destino con intensa ansiedad, templada de hecho por el apoyo de su confianza en la bondad de Dios. Reúna todas estas aflicciones y agrégueles la fortaleza y resignación de un cristiano, y no quedará lugar para la vergüenza.

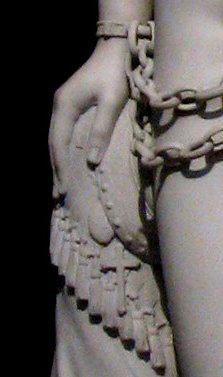
Detalle de la mano de la estatua, mostrando la cruz y el relicario.

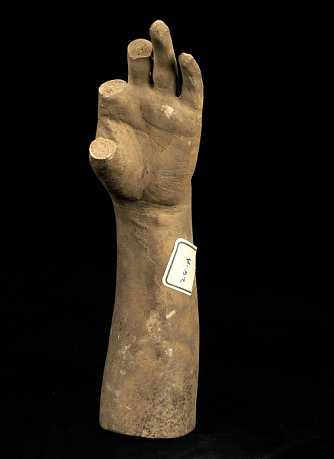
Molde del antebrazo y la mano izquierda de La esclava griega (faltan el pulgar y dos dedos).

Cuando la estatua se llevó de gira en 1847 y 1848, Miner Kellogg, un amigo del artista y gerente de la gira, preparó un folleto para distribuir a los visitantes de la exposición. Proporcionó su propia descripción de la pieza:
El sujeto ostensible es simplemente una doncella griega, cautiva por los turcos y expuesta en Estambul, para la venta. La cruz y el relicario, visibles entre las cortinas, indican que es cristiana y amada. Pero esta simple fase de ninguna manera completa el significado de la estatua. Representa un ser superior al sufrimiento y elevado por encima de la degradación por la pureza interior y la fuerza de carácter. Así, La esclava griega es un emblema de la prueba a la que está sujeta toda la humanidad, y puede considerarse como una especie de resignación, virtud intransigente o paciencia sublime.

## Reacción pública

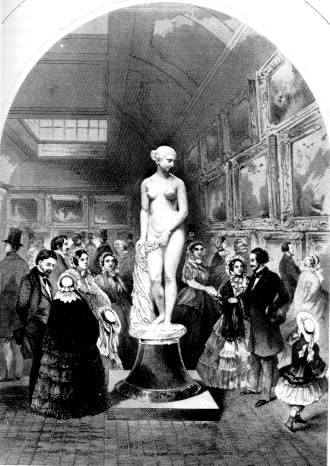
La estatua en exhibición en la Galería de Düsseldorf en la ciudad de Nueva York.

La reacción del público a la estatua fue mixta. Cuando se exhibió la obra por primera vez, muchas personas se escandalizaron por la desnudez de la figura; Powers contrarrestó muchas de estas críticas sugiriendo que la joven era un ejemplo perfecto de pureza y castidad cristianas, porque incluso en su estado desnudo intentaba protegerse de la mirada de los espectadores. Además, dijo, su desnudez no fue culpa de ella, sino que fue causada por sus captores turcos, quienes la desnudaron para exhibirla a la venta. Este razonamiento funcionó tan bien que muchos pastores cristianos exhortaban a sus congregaciones a ir a ver la estatua cuando se exhibiera.
Algunos espectadores también establecieron paralelismos entre La esclava griega y los esclavos que trabajaban simultáneamente en las plantaciones del sur de Estados Unidos. Dichos paralelismos se perdieron inicialmente en gran parte de la audiencia estadounidense de la estatua, pero a medida que se acercaba la Guerra de Secesión, los abolicionistas comenzaron a tomar la pieza como un símbolo y a compararla con "el esclavo de Virginia". La comparación fue el tema de un poema de John Greenleaf Whittier. La estatua también inspiró un soneto de Elizabeth Barrett Browning titulado "Esclava griega de Hiram Powers". La abolicionista Maria White Lowell escribió que La esclava griega "fue una visión de la belleza que uno siempre debe mirar hacia atrás a la primera vez que la vio como una época". En 1848, mientras caminaba por Boston Common, Lucy Stone se detuvo a admirar la estatua y rompió a llorar al ver en sus cadenas el símbolo de la opresión del hombre sobre el sexo femenino. A partir de ese día, Stone incluyó cuestiones de derechos de la mujer en sus discursos.

## Técnica de fabricación
Powers concibió la La esclava griega como una obra de arte que se produciría en una o más estatuas de mármol terminadas, una práctica común en los estudios de escultura del siglo XIX. Él y sus contemporáneos rara vez tallaban los productos finales de mármol ellos mismos, confiando en cambio en equipos de hábiles artesanos para producir las obras terminadas en su nombre. Después de completar un modelo de arcilla a gran escala de la escultura en su estudio en Florencia, Powers entregó el modelo a talladores de yeso profesionales. Las ruedas crearon un molde de yeso de varias partes, que a su vez se utilizó para moldear una versión de yeso duradera de la escultura. Las armaduras de metal dentro de la forma proporcionaron soporte; estos ahora se pueden ver en imágenes de rayos X modernas.
Luego, los maestros talladores utilizaron el molde de yeso duradero como herramienta de medición, cubriendo la superficie del molde de yeso con cientos de marcas de lápiz y alfileres de metal, o puntos, que servían como marcas de registro para una Máquina de sacar puntos. La máquina apuntadora se movía repetidamente desde las puntas del molde de yeso a las áreas correspondientes en un bloque de mármol para guiar las herramientas del tallador mientras traducía la composición al mármol. Luego, la herramienta se movería, una y otra vez, cientos de veces, desde los puntos en el yeso a las ubicaciones correspondientes en el bloque de mármol. Cada vez, la herramienta mediría la profundidad y la ubicación en el bloque de mármol, creando una guía tridimensional que ayudaba al tallador de mármol a replicar la forma original del artista más rápidamente y con mayor facilidad. Al crear las versiones de mármol terminadas, se finalizaba con los detalles finos como la cruz, el relicario y las cadenas, y que difieren ligeramente entre las versiones de mármol. El Museo Smithsoniano de Arte Americano tiene el molde de yeso puntiagudo original de 1843, junto con numerosos moldes más pequeños del estudio de Powers.

## Versiones de la obra
El estudio de Powers produjo cinco versiones de mármol a gran escala de La esclava griega. Casi idénticos, cada una se hizo para la venta a un coleccionista privado diferente. Un británico compró la primera de las grandes versiones de mármol (ahora en Raby Castle), y se exhibió públicamente en Londres en 1845 en Pall Mall. En 1851, fue presentada por Estados Unidos en la Gran Exposición de Londres, y cuatro años más tarde se mostró en París. La segunda fue comprada por William Wilson Corcoran en 1851 y entró en la colección de la Galería de Arte Corcoran en Washington D. C.; con la dispersión de la colección Corcoran en 2014, la estatua fue adquirida por la Galería Nacional de Arte.
Existen muchas copias de mármol más pequeñas de la estatua, incluida una 3⁄4 de mármol -sized en el Museo Smithsoniano de Arte Americano, así como versiones en la casa del estado de Vermont, en el Museo de Berkshire en Pittsfield, Massachusetts y el Museo Westervelt Warner de Arte Americano en Tuscaloosa, Alabama.
Los alfareros ingleses Mintons produjeron copias muy reducidas (14 1/2 pulgadas de alto) en cerámica pariana a partir de 1848. A partir de 1849 no se mostraran las cadenas entre las manos de la esclava, probablemente para ahorrar costes en la producción.
En 2004, el gobernador de Vermont, James Douglas, ordenó que se retirara de su oficina una pequeña lámpara que reproducía la obra de arte, citando temores de que los escolares pudieran verla.

### Ubicaciones

#### Versiones de tamaño natural
Hay seis versiones: en yeso y cinco estatuas de mármol creadas a partir de él.
- Museo Smithsoniano de Arte Americano: el modelo de yeso original de 1843 a partir del cual se produjeron las versiones de mármol terminadas.
- Castillo de Raby, Condado de Durham, Inglaterra (1844).
- Galería Nacional de Arte, Washington D. C. (1846).[1]
- Museo de Arte de Newark, Newark, Nueva Jersey (1847).[19]
- Galería de Arte de la Universidad Yale, New Haven, Connecticut (1850).[5]
- Museo Brooklyn, Nueva York (1866, última versión).[20]

#### Versiones a menor escala
- Museo Smithsonian de Arte Americano, Washington D. C. (aproximadamente 3/4 de tamaño).[21]
- Museo de Victoria y Alberto, Londres.
- Museo de Bellas Artes de San Francisco, San Francisco 45 1/2 x 15 x 12 pulg. (115,6 x 38,1 x 30,5 cm), c. 1873.[22]

## Impresión 3D
A principios de 2015, el Programa de Digitalización del Smithsonian realizó un escaneo tridimensional del molde de yeso original de la escultura. Este escaneo ahora está disponible en su sitio web con una parte interactiva, así como una versión descargable. Con esto, cualquiera que posea una impresora 3D ahora puede crear su propia réplica de la pieza.